# Enrico Paoli
Pour les articles homonymes, voir Paoli.
Enrico Paoli (13 janvier 1908 à Trieste, Littoral autrichien - 15 décembre 2005 à Reggio d'Émilie, Italie) est un joueur d'échecs italien.
Il fut sacré trois fois champion d'Italie et nommé grand maître international honoraire en 1996 par la FIDE. Il fut arbitre international, journaliste et collaborateur de nombreuses revues échiquéennes. Il organisa pendant un demi-siècle le Tournoi d'échecs de Reggio Emilia.
À la fin de sa vie, en 2003, Enrico Paoli fut affilié à la fédération suisse dans les classements de la fédération internationale.